# Barbara Jardin
Barbara Jardin, née le 22 octobre 1991 à Montréal, est une nageuse canadienne.

## Carrière
Aux Jeux olympiques d'été de 2012, elle est notamment quatrième du relais 4 × 200 m nage libre. Individuellement, elle arrive 10e en demi-finales du 200 m nage libre.